# I Won’t Break
Az I Won’t Break (magyarul: Nem fogok összetörni) az orosz Julia Samoylova dala, mellyel Oroszországot képviselte a 2018-as Eurovíziós Dalfesztiválon Lisszabonban. Az énekesnő eredetileg egy évvel korábban, a 2017-es Eurovíziós Dalfesztiválon a Flame Is Bruning című dalával vett volna részt, azonban az ukrán törvények nem tették lehetővé, hogy Szamojlova belépjen az ország területére, így végül Oroszország visszavonta az azévi nevezését. A dal belső kiválasztás során nyerte el az eurovíziós indulás jogát. 2018. március 11-én mutatták be.

## Eurovíziós Dalfesztivál
A dalt az Eurovíziós Dalfesztiválon a május 10-i második elődöntőben adta elő, fellépési sorrendben hatodikként a Dániát képviselő Rasmussen Higher Ground című dala után és a Moldovát képviselő DoReDoS My Lucky Day című dala előtt. Az elődöntőben a tizenötödik helyen végzett, így nem jutott tovább a május 12-i döntőbe. Ez volt az első és egyetlen alkalom Oroszország eurovíziós történelmében, hogy az országot képviselő dal nem jutott tovább a dalfesztivál döntőjébe.
A következő orosz induló Sergey Lazarev Scream című dala volt a 2019-es Eurovíziós Dalfesztiválon.